# Miniopterus sororculus
Miniopterus sororculus (Goodman, Ryan, Maminirina, Fahr, Christidis & Appleton, 2007) è un pipistrello della famiglia dei Miniotteridi endemico del Madagascar.

## Descrizione

### Dimensioni
Pipistrello di piccole dimensioni, con la lunghezza della testa e del corpo tra 105 e 115 mm, la lunghezza dell'avambraccio tra 42 e 45 mm, la lunghezza della coda tra 51 e 58 mm, la lunghezza del piede tra 6 e 8 mm, la lunghezza delle orecchie tra 10 e 12 mm e un peso fino a 9,1 g.

### Aspetto
La pelliccia è lunga, densa e setosa. Le parti dorsali sono marroni scure, mentre le parti ventrali sono leggermente più chiare.  La fronte è molto alta, il muso è stretto e con le narici molto piccole. Le orecchie sono piccole, triangolari e con la punta arrotondata. Il trago è lungo, inclinato in avanti, con l'estremità arrotondata e i margini ispessiti alla base. Le membrane alari sono nero-brunastre scure. La coda è molto lunga ed è completamente inclusa nell'ampio uropatagio.

### Ecolocazione
Emette ultrasuoni a basso ciclo di lavoro con impulsi di breve durata a frequenza modulata iniziale di 121 kHz, finale di 53 kHz e massima energia a 56,6 kHz.

## Biologia

### Comportamento
Si rifugia all'interno di grotte calcaree e marmoree superficiali tra ammassi rocciosi e negli attici di edifici abitati.

### Alimentazione
Si nutre di insetti.

## Distribuzione e habitat
Questa specie è endemica del Madagascar centrale e sud-orientale, sebbene quest'ultima zona potrebbe essere la destinazione di migrazioni stagionali.
Vive nelle savane e in zone disboscate tra 900 e 2.200 metri di altitudine negli altopiani centrali e fino a 50 metri nella parte sud-orientale dell'isola.

## Conservazione
La IUCN Red List, considerato il vasto areale, l'ampia distribuzione a tutte le quote e l'assenza di rilevanti minacce, classifica M. sororculus come specie a rischio minimo (Least Concern).